# Alexandru A. Grosu
Alexandru A. Grosu (n. 18 aprilie 1988, Chișinău) este un fotbalist moldovean, care evoluează la clubul FC Tiraspol pe postul de mijlocaș.

## Palmares
FC Tiraspol
- Divizia Națională

Vice-campion: 2013–14
- Cupa Moldovei: 2012/2013